# Програма дослідження глибоководних екосистем

Океанічні області

Програма дослідження глибоководних екосистем (The Hadal Ecosystems Studies (HADES) Program) - міжнародна науково-дослідна програма, спрямована на вивчення ультраабісальних екосистем, склад і розподіл глибоководних видів, ролі тиску на їх існування, джерела продуктів харчування, фізіологія мешканців глобоководного світу, топографія морського дна тощо. 
Основні засоби дослідження - дистанційно керований робот HROV Nereus.
У 2013 р. заплановані дослідження в глибоководному жолобі Кермадек (10 км) поблизу узбережжя Нової Зеландії.